# Landgericht Stettin
Das Landgericht Stettin war ein preußisches Gericht der ordentlichen Gerichtsbarkeit im Bezirk des Oberlandesgerichtes Stettin mit Sitz in Stettin.

## Geschichte
Das königlich preußische Landgericht Stettin wurde mit Wirkung zum 1. Oktober 1879 als eines von fünf Landgerichten im Bezirk des Oberlandesgerichtes Stettin gebildet. Es ersetzte damit das Appellationsgericht Stettin. Der Sitz des Gerichtes war Stettin. Das Landgericht war danach für den Stadtkreis Stettin und die Kreise Randow, Greifenhagen, Ueckermünde, Usedom-Wollin (ohne die Amtsbezirke Peenemünde, Crummin und Neuendorf) und Cammin zuständig. Ihm waren folgende 14 Amtsgerichte zugeordnet:
| Amtsgericht              | Sitz         | Bezirk |
| ------------------------ | ------------ | --- |
| Amtsgericht Altdamm      | Altdamm      | aus dem Kreis Randow der Stadtbezirk Altdamm, die Amtsbezirke Bergland und Dammscher See sowie der Amtsbezirk Finkenwalde ohne den Gemeindebezirk Podejuch |
| Amtsgericht Bahn         | Bahn         | aus dem Kreis Greifenhagen der Stadtbezirk Bahn, die Amtsbezirke Liebenow und Wildenbruch, die Gemeindebezirke Groß-Schönfeld, Selchow sowie die Gutsbezirke Groß-Schönfeld und Selchow aus dem Amtsbezirk Selchow und die Gemeindebezirke Jädersdorf, Steinwehr und Streesow sowie die Gutsbezirke Steinwehr und Steesow aus dem Amtsbezirk Steinwehr |
| Amtsgericht Cammin       | Cammin       | der Kreis Cammin ohne die Teile, die den Amtsgerichten Stepenitz und Wollin zugeordnet sind; aus dem Kreis Usedom-Wollin die Gemeindebezirke West-Dievenow und Heidebrink sowie der vorlängs der Landesgrenze des Gerichtsbezirkes gelegene Teil des Amtsbezirkes Haff |
| Amtsgericht Gartz (Oder) | Gartz (Oder) | aus dem Kreis Randow der Stadtbezirk Gartz (Oder), der Amtsbezirk Mescherin, der Amtsbezirk Gartz ohne die Gemeindebezirke Cummerow, Woltersdorf und der Gutsbezirke Cummerow und Woltersdorf sowie aus dem Amtsbezirk Hohenreinkendorf die Gemeindebezirke Hohenreinkendorf und Salvey-Mühlen |
| Amtsgericht Greifenhagen | Greifenhagen | der Kreis Greifenhagen ohne die Teile, die dem Amtsgericht Bahn zugeordnet sind |
| Amtsgericht Neuwarp      | Neuwarp      | aus dem Kreis Ueckermünde der Stadtbezirk Neuwarp, die Amtsbezirke Altwarp, Forstgut Mützelburg, Rieth, Wahrlang, Ziegenort und Forstgut Ziegenort sowie aus dem Amtsbezirk Haff der vorlängst der Landgrenze des Gerichtsbezirkes gelegene Teil |
| Amtsgericht Pasewalk     | Pasewalk     | aus dem Kreis Ueckermünde der Stadtbezirk Pasewalk, die Amtsbezirke Belling, Coblentz, Ferdinandshof, Jatznick, Neuenkrug und Rothemühl sowie aus dem Amtsbezirk Torgelow die Gemeindebezirke Hammer a. d. Uecker und Liepe |
| Amtsgericht Penkun       | Pencun       | aus dem Kreis Randow der Stadtbezirk Penkun, die Amtsbezirke Casekow, Penkun, Hohenreinkendorf (ohne den Teil der dem Amtsgericht Gartz zugeordnet war), aus dem Amtsbezirk Gartz die Gemeinde sowie die Gutsbezirke Cummerow und Woltersdorf sowie aus dem Amtsbezirk Glasow die Gemeindebezirke Glasow, Krackow und Neuenfeld, die Gutsbezirke Hohenholz und Krackow A und B sowie den Gemeinde- und Gutsbezirk Nadrensee |
| Amtsgericht Pölitz       | Pölitz       | aus dem Kreis Randow der Stadtbezirk Pölitz, die Amtsbezirke Falkenwalde Gut, Jasenitz, Schwabach, aus dem Amtsbezirk Pölitz die Gemeindebezirke Falkenwalde, Hagen, Trestin und Zedlitzfelde sowie aus dem Amtsbezirk Stolzenhagen der Gemeindebezirk Scholwin und der Gemeindebezirk Messenthin ohne den kleinen Oderbruck und des Mönch-, Goldfisch-, Groß- und Klein-Kaneelswerders |
| Amtsgericht Stepenitz    | Stepenitz    | aus dem Kreis Cammin die Amtsbezirke Basenthin, Cantreck, Hohenbrück, Köpitz und Stepenitz, aus dem Amtsbezirk Fiskalische Gewässer der vorlängs der Landgrenze des Gerichtsbezirkes gelegene Teil, aus dem Amtsbezirk Pribbernow der Gemeindebezirk Sabessow und der Gemeinde- und Gutsbezirk Pribbernow sowie aus dem Amtsbezirk Rißnow die Gemeindebezirke Hermannsthal, Medewitz, Adlig und Königlich Alt-Sarnow und der Gutsbezirk Neu-Sarnow |
| Amtsgericht Stettin      | Stettin      | Stadtkreis Stettin und der Kreis Randow ohne die Teile, die den Amtsgerichten Altdamm, Gartz, Penkun und Pölitz zugeordnet waren |
| Amtsgericht Swinemünde   | Swinemünde   | Kreis Usedom-Wollin ohne die Teile, die den Amtsgerichten Cammin, Wolgast und Wollin zugeordnet waren |
| Amtsgericht Ueckermünde  | Ueckermünde  | Kreis Ueckermünde ohne die Teile, die den Amtsgerichten Neuwarp und Pasewalk zugeordnet waren |
| Amtsgericht Wollin       | Wollin       | aus dem Kreis Cammin die Amtsbezirke Hagen, Marthenthin, Groß-Weckow und Zebbin, der Amtsbezirk Pribbernow ohne den Gemeindebezirk Sabessow und den Gemeinde- und Gutsbezirk Pribbernow, den Amtsbezirk Rißnow ohne den Teil, der dem Amtsgericht Stepenitz zugeordnet war und aus dem Amtsbezirk Fiskalische Gewässer der vorlängs der Landgrenze des Gerichtsbezirkes gelegene Teil; aus dem Kreis Usedom-Wollin der Stadtbezirk Wollin, die Amtsbezirke Codram, Lebbin, Misdroy, Groß-Mockratz, Marnow (Forstrevier) und Martow, der Amtsbezirk Chinnow ohne die Gemeindebezirke West-Dievenow und Heidebrink mit Stutwiesen und aus dem Amtsbezirk Haff das vorlängs der Landgrenze des Gerichtsbezirkes gelegene Teil |

Der Landgerichtsbezirk hatte im Jahre 1888 366.754 Einwohner. Am Gericht waren ein Präsident, drei Direktoren und elf Richter tätig. Ferner bestand eine Kammer für Handelssachen mit vier Handelsrichtern. Mit der Verordnung, betreffend die Errichtung von Amtsgerichten in Fiddichow und Leschnitz vom 21. September 1882 wurde das Amtsgericht Fiddichow mit Sitz in Fiddichow im Gerichtsbezirk des Landgerichtes Stettin geschaffen. Sein Sprengel setzte sich wie folgt zusammen: Aus dem Kreis Greifenberg der Stadtbezirk Fiddichow, die Amtsbezirke Nipperwiese und Roderbeck, der Amtsbezirk Heinrichsdorf ohne den Gemeinde- und Gutsbezirk Heinrichsdorf und der Kolonie Schulzendorf, der Amtsbezirk Brusenfelde ohne die Kolonie Crazfelde, der Amtsbezirk Selchow ohne den Gemeinde- und Gutsbezirk Groß-Schönfeld und der Amtsbezirk Steinwehr ohne den Gemeinde- und Gutsbezirk Steinwehr nebst Wehrsfelde und den Gemeinde- und Gutsbezirk Streesow. Im Rahmen der reichsweiten Sparmaßnahmen während der Weltwirtschaftskrise wurde das Amtsgericht Penkun  zum 30. September 1932 aufgehoben. Gegen die Schließung dieser Amtsgerichte agitierte die NSDAP in vielen Fällen. Nach der Machtergreifung 1933 wurden mit dem Gesetz über die Wiedereinrichtung aufgehobener Amtsgerichte und die Schaffung von Zweigstellen der Amtsgerichte vom 29. August 1933 eine Reihe dieser im Vorjahr aufgehobenen Gerichte zum 1. Oktober 1933 wieder eingerichtet, darunter auch das Amtsgericht Penkun.
Im Jahre 1945 wurde Stettin unter polnische Verwaltung gestellt, und das Landgericht Stettin musste seine Arbeit einstellen. Sein Sprengel wurde bezüglich der Teile östlich der Oder-Neiße-Grenze polnischen Gerichten zugeordnet (siehe hierzu auch Gerichtsorganisation in Polen), die westliche Seite kam zum Landgericht Greifswald. Unter polnischer Verwaltung entstand das Sąd Okręgowy w Szczecinie.

## Landesarbeitsgericht Stettin
Gemäß Arbeitsgerichtsgesetz vom 23. Dezember 1926 wurden in Deutschland Arbeitsgerichte gebildet. Diese waren nur in der ersten Instanz unabhängig, die Landesarbeitsgerichte (LAG) waren den Landgerichten zugeordnet. Am Landgericht Stettin entstand so 1927 das Landesarbeitsgericht Stettin als eines von zwei Landesarbeitsgerichten im Bezirk des Oberlandesgerichtes Stettin (das andere war das Landesarbeitsgericht Köstlin). Dem Landesarbeitsgericht Stettin waren folgende Arbeitsgerichte zugeteilt: Arbeitsgericht Greifswald, Arbeitsgericht Naugard, Arbeitsgericht Stargard (Pommern), Arbeitsgericht Stettin, Arbeitsgericht Stralsund, Arbeitsgericht Swinemünde und Arbeitsgericht Ueckermünde. Nach der Besetzung Deutschlands durch die Alliierten endete 1945 auch die Geschichte des LAG Stettin.

## Richter
- Georg Hirschberg (Direktor 1923 bis 1928)

## Bekannte Prozesse
- Stettiner Fememordprozess